# دوروتی ویلمز
دوروتی ویلمز (انگلیسی: Dorothee Wilms؛ زادهٔ ۱۱ اکتبر ۱۹۲۹) سیاستمدار و اقتصاددان اهل آلمان است.
وی همچنین برندهٔ جوایزی همچون صلیب فرماندهی شوالیه از نشان شایستگی جمهوری فدرال آلمان شده است.